# Hôtel Tessier de La Motte
L'hôtel Tessier de La Motte est un hôtel particulier situé à Angers. Le monument fait l’objet d’une inscription au titre des monuments historiques depuis le 29 octobre 1975.

## Historique
L'hôtel, situé au 85 rue du Mail.